# Țeperiv, Luțk
Țeperiv (în ucraineană Цеперів) este un sat în comuna Baiiv din raionul Luțk, regiunea Volînia, Ucraina.

## Demografie
Componența lingvistică a localității Țeperiv
     Ucraineană (100%)
Conform recensământului din 2001, toată populația localității Țeperiv era vorbitoare de ucraineană (100%).